# TheFutureEmbrace
TheFutureEmbrace ist das erste Studioalbum von Billy Corgan, Gründer der Smashing Pumpkins und Zwan. Veröffentlicht wurde das Album am 21. Juni 2005, einzige Single-Auskopplung des Albums war Walking Shade.

## Hintergrund
Nach der Auflösung von Zwan im September 2003 kündigte Corgan an, künftig nur noch als Solokünstler tätig sein zu wollen. Im Jahr 2004 veröffentlichte er einen Gedichtband mit dem Titel Blinking with Fists und begann mit den Arbeiten an seinem Debütalbum, unterstützt wurde er dabei von Produzent Bjorn Thorsrud und Bon Harris (Nitzer Ebb). Die Arbeiten zum Album bezeichnete Corgan als ähnlich zu denen mit den Smashing Pumpkins, da er auch in der Vergangenheit praktisch alles im Studio allein gemacht habe. Als Gastmusiker ist Robert Smith von The Cure in To Love Somebody zu hören, einer Coverversion von den Bee Gees. Smith, der zudem einige Gitarrenspuren zu dem Lied beisteuerte, hielt Corgan zunächst für verrückt, als dieser ihn nach seiner Mitwirkung fragte, mit dem Ergebnis zeigten sich die Musiker jedoch zufrieden. Der Albumtitel The Future Embrace (dt.: Die Zukunft umarmen) bedeutet für Corgan den Glauben an die Gegenwart, weil er „daran glaube, dass der Tag sich lohnen wird“.

## Kritiken
Das Album erntete gemischte Kritiken. Stephen Thomas Erlewine von Allmusic weist darauf hin, dass das Album Teil der spirituellen und kreativen Wiedergeburt Corgans nach dem Ende der Smashing Pumpkins und Zwan sei. Er habe sich musikalisch vom Sound seiner vergangenen Bands abgekehrt und setze stattdessen auf Drumcomputer, Synthesizer und spröde Gitarren. Die Texte des Albums seien dramatischer und emotionaler als alles, was Corgan bislang veröffentlicht habe. Stefan Friedrich von laut.de bemängelt, dass TheFutureEmbrace „insgesamt doch ein wenig belanglos dahinplätschere“. Zwar habe Corgan Ende der 1990er Jahre bereits ähnliche Musik produziert, allerdings fehle den Liedern „das druckvolle Etwas, das die Songs in Hits verwandelte“. Thomas Kerpen vom Ox-Fanzine sieht in dem Album Parallelen zum Smashing-Pumpkins-Album Adore (1998) und klassifiziert die Musik als „leicht morbiden, psychedelischen Dream Pop“.

## Trackliste
1. All Things Change – 3:59
2. Mina Loy (M.O.H.) – 3:53
3. The CameraEye – 3:04
4. toLOVEsomebody – 4:00
  - mit Robert Smith von The Cure
5. A100 – 4:23
6. DIA – 4:20
  - mit Jimmy Chamberlin & Emilie Autumn
7. Now (And Then) – 4:43
8. I'm Ready – 3:44
9. Walking Shade – 3:14
10. Sorrows (In Blue) – 2:48
11. Pretty, Pretty Star – 3:46
12. Strayz – 3:31